# Jérémie Beyou
Jérémie Beyou, né le 26 juin 1976 à Landivisiau (Finistère), est un navigateur et skipper français. Il a remporté la Solitaire du Figaro à trois reprises en 2005, 2011 et 2014 et a été sacré champion de France de course au large en solitaire en 2002 et 2005. Il termine  4e sur le Vendée Globe 2024-2025.

## Biographie
Initié par un père passionné de voile, Jérémie Beyou a toujours navigué. Cet enfant de la baie de Morlaix découvre la compétition et, à dix-huit ans, intègre l’équipe de France de Voile et décroche un premier podium national au Championnat de France Espoir. Deux ans plus tard, il dispute sa première Solitaire du Figaro. Il est diplômé de l'ESC Bretagne Brest (promotion 1998).
En 1998, il crée sa structure Jérémie Beyou Voile Communication qui deviendra ensuite Team BeYou Racing, entité gérant ses activités de skipper, ses relations avec son sponsor titre, mais aussi, le dessin, la construction, la maintenance, l'optimisation des bateaux de courses sur lesquels il s'engage autour du monde.
Cinq ans plus tard, il se hisse au haut niveau de ce circuit : en 2002, il est sacré champion de France de course au large en solitaire.
Il est licencié au CN Carantec de 1992 à 2001 puis au SR Perros Guirec de 2002 à 2015. Depuis 2016, il est licencié au CN Lorient.
En 2005, il emporte toutes les épreuves du circuit Figaro Bénéteau (dont la Solitaire du Figaro), décroche un deuxième titre de champion de France de course au large en solitaire et s’adjuge le titre de champion du monde ORMA sur Banque Populaire. En 2011, il décroche une nouvelle victoire sur la Solitaire du Figaro. Trois mois plus tard, il remporte la Transat Jacques-Vabre (avec Jean-Pierre Dick, sur Virbac Paprec). En décembre de la même année, il reçoit le Trophée du Sportif de l’année 2011 de la région Bretagne, puis le titre de sportif breton de l’année décerné par Le Télégramme.
En 2012, Beyou participe au Vendée Globe à bord de son 60 pieds IMOCA Maître CoQ. En 2013, le skipper a repris ses marques en Figaro Bénéteau et s’est emparé de la 5e place sur la Solitaire du Figaro après deux années d’absence. En 2014, il est entré dans le cercle très fermé des triples vainqueurs de la Solitaire du Figaro aux côtés de Philippe Poupon, Michel Desjoyeaux et Jean Le Cam. En 2014, il termine 2e de la Route du Rhum juste derrière François Gabart (Macif).
En 2016, il équipe Maître Coq de foils et décroche sa première grande victoire en IMOCA sur la Transat New York-Vendée, devançant Sébastien Josse (Edmond de Rothschild) et Alex Thomson (Hugo Boss).
En 2017, après deux abandons lors des précédentes éditions, il termine son premier Vendée Globe à la troisième place derrière Armel Le Cléac'h et Alex Thomson.

### Charal, premier Imoca du nom

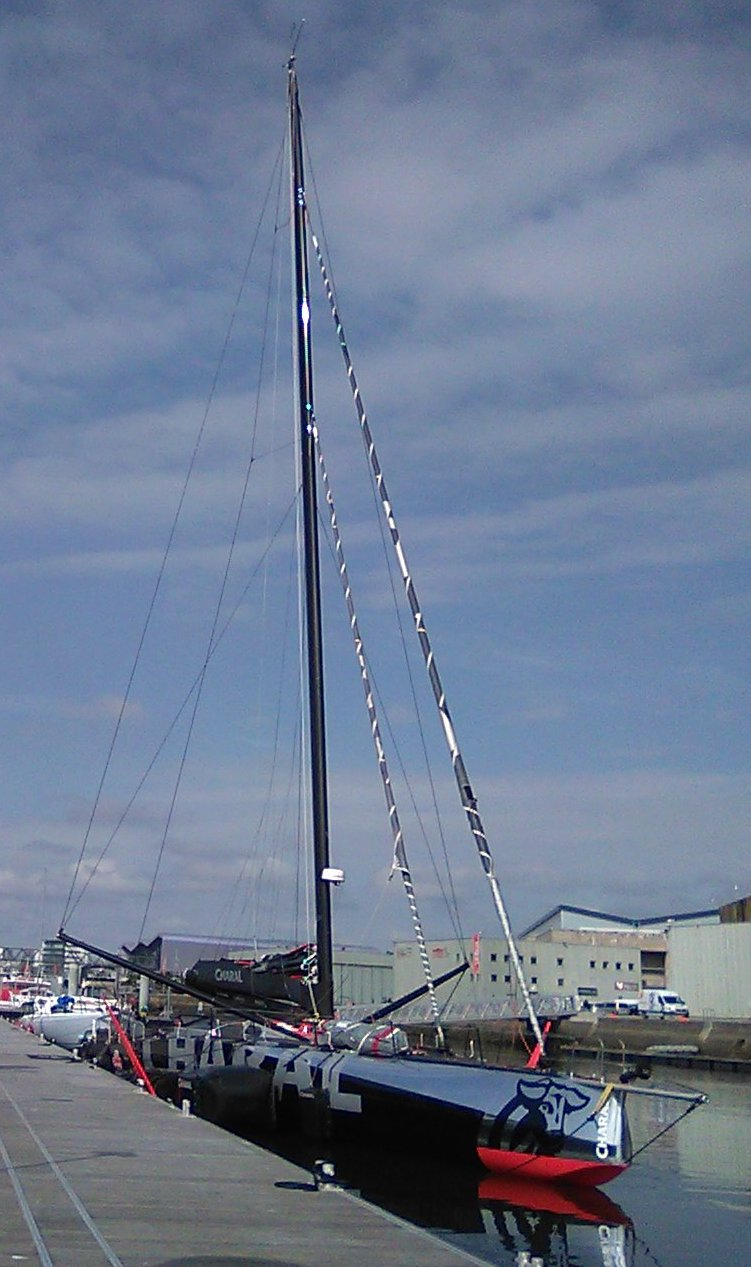
Charal 1 à Lorient, en mars 2022.

Le 19 avril 2017, Beyou annonce sa collaboration avec Charal, filiale du producteur de viandes Bigard, basé à Quimperlé. Le contrat lie Beyou à ce sponsor jusqu'en 2022.
En octobre, Beyou embarque à bord de Dongfeng Race Team (en), qui va remporter la Volvo Ocean Race 2017-2018, tour du monde en équipage, avec escales. Beyou a fait un peu plus de la première moitié du parcours : il débarque fin avril 2018 à Itajaí pour se consacrer à son nouveau bateau, Charal, premier Imoca du nom.
Équipé de foils réglables en incidence, ce plan VPLP est le premier Imoca de la génération 2018-2020 : des bateaux désormais pensés autour des foils. Mais, si le duo Beyou-Charal apparaît redoutable, il va connaître des désillusions dans les grands rendez-vous. Jérémie Beyou abandonne dans la Route du Rhum 2018. Il remporte, dans la catégorie Imoca, la Fastnet Race 2019, en double avec Christopher Pratt. Il se ménage une confortable avance dans la Transat Jacques-Vabre 2019, avant de se laisser piéger dans le Pot au noir, et de terminer 3e. Le 14 juillet 2020, il remporte la Vendée-Arctique-Les Sables-d'Olonne.
Le 27 août 2020, Jérémie Beyou fait son entrée dans le conseil d'administration de la classe IMOCA.
L’objectif de Jérémie Beyou et de son partenaire Charal pour 2020 est de remporter le Vendée Globe 2020-2021 et ainsi devenir le seul marin à remporter deux courses autour du monde, une en équipage (Volvo Ocean Race 2017-2018) et une en solitaire.
Il est l'un des deux grands favoris du Vendée Globe, avec Alex Thomson. Au quatrième jour de course, il retourne vers les Sables d'Olonne, victime de sévères avaries après avoir percuté un ofni. Il repart 9 jours, 2 heures et 50 minutes après le départ officiel. En prenant ce second départ comme référence, il effectue le 7e temps de l'épreuve. Il termine 13e.
Il termine 2e de la Fastnet Race 2021, en double avec Christopher Pratt, et 3e de la Transat Jacques-Vabre 2021, toujours en double avec Christopher Pratt.
Le 4 mai 2021, l'entreprise Charal annonce qu'elle renouvelle son partenariat avec Jérémie Beyou, de 2022 à 2026. Un Imoca Charal 2 va être construit. Charal Sailing Team fait appel cette fois-ci à Sam Manuard, l'architecte de L'Occitane en Provence, devenu Bureau Vallée 3. En attendant, Charal 1 va disputer les courses de début de saison : la Bermudes 1000 Race en mai, et la Vendée-Arctique-Les Sables-d'Olonne en juin. Il pourrait même courir la Route du Rhum en novembre, si jamais  Charal 2 n'était pas prêt. Mais l'objectif est que Charal 2 soit au point pour la Route du Rhum.

### Charal 2

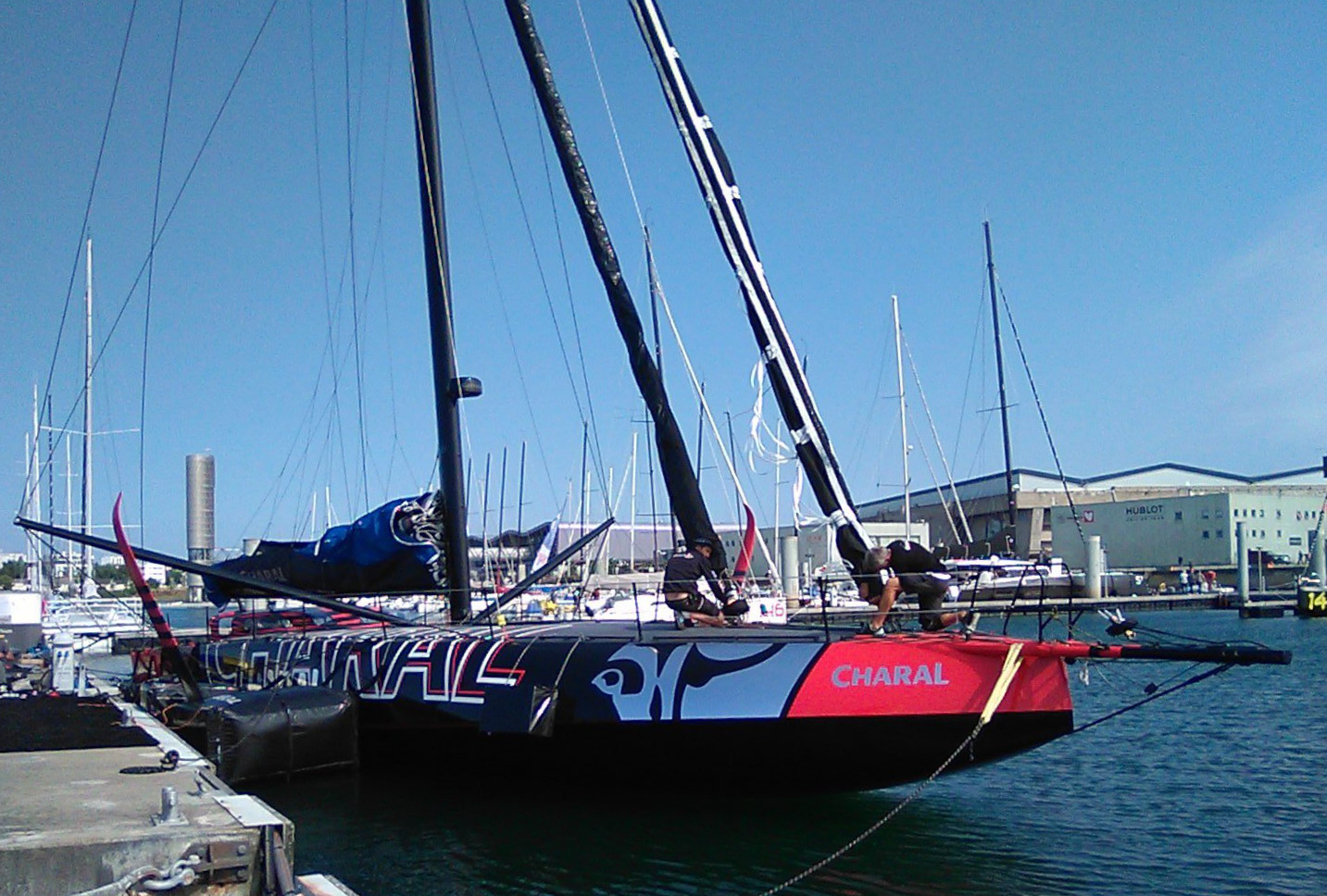
Charal 2 à Lorient, en juillet 2022.

Le 11 juillet 2022, le nouvel Imoca est mis à l'eau à Lorient. Quant à Charal 1, il est vendu à Justine Mettraux, et devient Teamwork. Il reste hébergé par Beyou Racing, qui fournit gestion, techniciens, conseils en performance, logistique et administratif.

## Palmarès
- 1996 :
  - 1er du Championnat de France de Course au large.
  - 1er du Championnat de France de First Class 8.

- 1997 :
  - 23e de la Solitaire du Figaro sur Figaro Bénéteau 1[1] (première participation à l'âge de 20 ans)

- 1998 :
  - 18e de la Transat AG2R sur le Figaro Volkswagen - Castrol, avec Gaël Le Cléac’h.

- 1999 :
  - 7e du Championnat de France Solitaire de Course au Large.
  - 10e de la Solitaire du Figaro[1].

- 2000 :
  - 3e de la Transat AG2R avec Pascal Bidégorry, sur le Figaro Volkswagen - Castrol.
  - 4e du Championnat de France Solitaire de Course au Large.
  - 5e de la Solitaire du Figaro[1].

- 2001 :
  - 3e du Championnat de France Solitaire de Course au Large.
  - 2e de la Generali Méditerranée.
  - 3e de la Route du Ponant.
  - 4e de la Solitaire du Figaro[1].
  - 5e du Trophée Banque Privée Européenne Saint-Nazaire – Dakar avec Gilles Chiorri.
  - 3e du Tour de France à la voile sur Région Ile-de-France.

- 2002 :
  - Champion de France en solitaire de Course au Large.
  - 1er de la Generali Méditerranée.
  - 1er du National Equipage.
  - 1er du Spi Ouest-France.
  - 5e de la Solitaire du Figaro[1].
  - 2e du Tour de France à la voile sur Région Ile-de-France.

- 2003 :
  - 1er du National Equipage.
  - 1er de la Route du Ponant.
  - 3e de la Generali Méditerranée.
  - 2e du Tour de Bretagne[24] (avec Gilles Chiorri).
  - 1er de la Calais Round Britain Race avec Vincent Riou sur le monocoque 60 pieds IMOCA PRB.
  - 4e de la Transat Jacques Vabre avec Vincent Riou sur le monocoque 60 pieds IMOCA PRB.

- 2004 :
  - Figaro Bénéteau 2 Delta Dore.
  - Vice - Champion de France de Course au Large en Solitaire.
  - 1er du National Figaro.
  - 3e de la Solitaire du Figaro[1].
  - 3e de la Generali Solo.
  - 6e de la Transat AG2R avec Kito de Pavant.
  - 3e du Tour de France à la voile sur Groovederci.

- 2005 :
  - Figaro Bénéteau 2 Delta Dore.
  - Champion de France de Course au Large en Solitaire.
  - 1er de la Solitaire du Figaro[1],[25].
  - 1er de la Generali Solo.
  - 1er de la Route du Ponant.
  - 1er du Spi Ouest-France.
  - 2e du National Figaro.
  - Trimaran ORMA Banque Populaire, équipier de Pascal Bidégorry.
  - Champion ORMA 2005.
  - 1er de l’IB GRoup Challenge.
  - 2e du Grand Prix de Vigo.

- 2006 :
  - 8e de la Transat AG2R avec Vincent Riou.
  - 2e du Trophée Clairefontaine.
  - Monocoque 60 pieds IMOCA Delta Dore.
  - Figaro Bénéteau 2 Delta Dore.
  - Construction chez JMV Industries d'un plan Farr Yacht Design.
  - Abandon pour raison familiale dans la Route du Rhum.

- 2007 :
  - 2e de la Calais Round Britain Race
  - 2e du Record SNSM.
  - 4e de la Rolex Fastnet Race avec Sidney Gavignet.
  - Abandon sur démâtage dans la Barcelona World Race avec Sidney Gavignet.
  - 2e de l'AS Lease Challenge.
  - 3e du Tour de Bretagne à la Voile.

- 2009 :
  - Vainqueur de l'Istanbul Europa Race, sur monocoque 60 pieds IMOCA Foncia avec Michel Desjoyeaux
  - 2e du Record SNSM.
  - 4e de la Transat Jacques Vabre.
  - 3e de la Transmanche Figaro 2 sur Never surrender.
  - 14e de la Solitaire du Figaro[1] (2 victoires d'étapes) sur Bernard Paoli.
  - 2e du Record SNSM.
  - Abandon sur problème de mat dans le Vendée Globe au jour 15.

- 2010 :
  - 7e de la Solitaire du Figaro sur BPI.
  - 19e de la transat AG2R sur le Figaro 2 Generali - Europ Assistance avec Yann Eliès.

- 2011 :
  - Vainqueur de la Transat Jacques-Vabre 2011 sur Virbac-Paprec 3 avec Jean-Pierre Dick en 15 jours 18 heures 13 minutes et 54 secondes.
  - Vainqueur de la Solitaire du Figaro[26] sur BPI.
  - Vainqueur de la Transmanche de l’Aber Wrac’h.

- 2012 :
  - 3e de la Krys Océan Race sur Foncia MOD70 avec Michel Desjoyeaux.
  - Abandon au Vendée Globe à la suite de la casse du vérin de quille du 60 pieds IMOCA Maître CoQ.

- 2013 :
  - 3e  de la Transat Jacques Vabre avec Christopher Pratt sur le 60 pieds IMOCA Maître CoQ en 17 jours 5 heures 15 minutes et 07 secondes.
  - 2e de la Rolex Fastnet avec Christopher Pratt sur Maitre CoQ.
  - 5e Solitaire du Figaro.
  - 5e de la Solo Arrimer.

- 2014 :
  - 2e Route du Rhum  sur le 60 pieds IMOCA Maître CoQ en 12 jours 12 heures 11 minutes et 18 seconde.
  - Vainqueur de la Solo Maître CoQ sur le Figaro Maître CoQ.
  - Vainqueur de la Solitaire du Figaro sur Maître CoQ (3e titre).
- 3e Solo Concarneau sur le Figaro Maître CoQ.

- 2015 : vainqueur de la Sydney Hobart sur Teasing Machine (IRC3).

- 2016 : vainqueur de la Transat New York-Vendée 2016 sur le 60 pieds IMOCA Maître CoQ en 9 jours 19 heures 26 minutes et 49 secondes.

- 2017 : 3e du Vendée Globe sur Maître CoQ, en 78 jours, 6 heures, 38 minutes et 40 secondes.

- 2018 : vainqueur de la Volvo Ocean Race, comme équipier à bord de Dongfeng Race Team (en)[8].

- 2019 :
  - 3e en catégorie Imoca de la Transat Jacques-Vabre à bord de Charal 1, en double avec Christopher Pratt.
  - Vainqueur du Défi Azimut à bord de Charal 1, en double avec Christopher Pratt.
  - Vainqueur en catégorie Imoca de la Fastnet Race à bord de Charal 1, en double avec Christopher Pratt.

- 2020 :
  - Vainqueur des 48 heures du Défi Azimut, en solo, à bord de Charal 1.
  - Vainqueur de la Vendée-Arctique-Les Sables-d'Olonne à bord de Charal 1.

- 2021 :
  - 13e du Vendée Globe 2020-2021 à bord de Charal 1.
  - 2e en catégorie Imoca de la Fastnet Race à bord de Charal 1, en double avec Christopher Pratt[18].
  - 3e en catégorie Imoca de la Transat Jacques-Vabre à bord de Charal 1, en double avec Christopher Pratt[19].

- 2022 :
  - 2e de la Guyader Bermudes 1000 Race sur Charal 1.
  - 2e de la Vendée-Arctique-Les Sables-d'Olonne sur Charal 1.
  - 3e de la Route du Rhum 2022 sur Classe IMOCA Charal
  - vice-champion du monde de la classe IMOCA

- 2023, sur Charal 2 :
  - 2e sur 13 inscrits de la Guyader Bermudes 1000 Race avec Franck Cammas, en 4 j 6 h 41 min 23 s
  - 12e sur 27 Imoca inscrits de la Rolex Fastnet Race, en 2 j 10 h 21 min 37 s
  - vainqueur sur 35 inscrits des 48 heures du Défi Azimut avec Franck Cammas, en 1 j 17 h 46 min 43 s[27]
  - 4e sur 40 inscrits de la Transat Jacques-Vabre avec Franck Cammas
  - 2e sur 32 inscrits de Retour à la Base
  - 3e au championnat du monde de la classe IMOCA

### Résultats au Vendée Globe
| Édition                | Bateau       | Classement | Temps                 | Retard sur le 1re    |
| Vendée Globe 2008-2009 | Delta Dore   | Abandon    | NC                    | -                    |
| Vendée Globe 2012-2013 | Maître CoQ   | Abandon    | NC                    | -                    |
| Vendée Globe 2016-2017 | Maitre CoQ 2 | 3e         | 78 j 6 h 38 min 40 s  | + 4 j 3 h 2 min 54 s |
| Vendée Globe 2020-2021 | Charal       | 13e        | 89 j 18 h 55 min 58 s | + 9 j 14 h 31 min    |
| Vendée Globe 2024-2025 | Charal       | 4e         | 74j 12h 56m 54s       | + 9 j 17 h 34 m      |